# حياد أيرلندي
حياد أيرلندي اتسمت أيرلندا بالحياد في علاقاتها الدولية منذ ثلاثينيات القرن العشرين. تباينت طبيعة الحياد الأيرلندي عبر الزمن، وقد طُعن به منذ سبعينيات القرن العشرين. 
تاريخيًا، كانت الدولة الأيرلندية من الدول «غير المُحارِبة» في الحرب العالمية الثانية ولم تنضم إلى حلف شمال الأطلسي مطلقًا، لكنها انتهجت منهجًا مناهضًا للشيوعية في الحرب الباردة ونأت بنفسها عن حركة عدم الانحياز. كانت قضية توافق حياد أيرلندا مع عضويتها في الاتحاد الأوروبي نقطة جدل في ميثاق حملات الاستفتاء الأوروبي منذ تسعينيات القرن العشرين. يشهد إعلان أشبيلية حول معاهدة نيس على «سياسة أيرلندا التقليدية في الحياد العسكري»، مما يعكس الصياغة الضيقة للحكومات الأيرلندية المتعاقبة. 
يُفسر الآخرون الحياد الأيرلندي بتفسيرٍ واسع النطاق، إذ يُشيرون إلى امتلاكها «لاهتمامٍ تشريعي، مع التزامها بدعم التنمية الدولية وقوات حفظ السلام وحقوق الإنسان ونزع السلاح».

## المفهوم الأيرلندي للحياد
هنالك اختلافات بارزة بين الحياد الأيرلندي والأنواع التقليدية للدول الحيادية:
- تقليديًّا، تصون الدول الحيادية نفسها عن طريق قوة دفاعية مسلحة قوية، في حين تمتلك أيرلندا قوة دفاعية صغيرة نسبيًّا تُقارب 10,500 جندي.[3]

- تقليديًا، لا تسمح الدول الحيادية بأي وجود عسكري أجنبي على أراضيها، في حين سمحت أيرلندا لمختلف الطائرات العسكرية بالتزود بالوقود في مطار شانون. وفقًا لقانون الملاحة الجوية (للطائرات العسكرية الأجنبية) لعام 1952،[4] يُمكن لوزير الخارجية، حصرًا، أن يمنح إذنًا للطائرة العسكرية الأجنبية بالتحليق أو الهبوط في الدولة. يتطلب هذا تأكيدًا على كون الطائرة غير مسلحة، أي أنها غير حاملة للسلاح أو الذخيرة أو المتفجرات، وألا تكون هذه الرحلات جزءًا من تدريباتٍ أو عملياتٍ عسكرية.

بعد أحداث 11 سبتمبر 2001، أعلنت أيرلندا «التنازل عن هذه الشروط احترامًا للطائرات الساعية إلى تطبيق قرار مجلس الأمن التابع للأمم المتحدة رقم 1368». بينت الحكومات الأيرلندية مرارًا أن سماحها للطائرات الأجنبية باستخدام الأرض الأيرلندية لا يُعد مشاركة في أي صراع معين وأنه متوافق مع موقفها المحايد، مقتديةً بحادثة عبور القطعات العسكرية الألمانية من فنلندا إلى النرويج عبر الأرض السويدية المحايدة خلال الحرب العالمية الثانية.
يُمكن للدول الحيادية السماح لمواطنيها بالخدمة في القوات المسلحة لدول مُحاربة أخرى. لا تمنع أيرلندا مواطنيها من الخدمة في الجيوش الأجنبية، وقد كان ولا يزال هناك عدد كبير من الأيرلنديين الذين يخدمون في الجيش البريطاني، وفي جيوش الولايات المتحدة الأمريكية والفيلق الأجنبي الفرنسي لكن بدرجة أقل من الجيش البريطاني.

## الحالة القانونية
تتعلق مسألة الحياد الأيرلندي بسياسة الدولة وليست من متطلبات القانون التشريعي للبلاد. يُستثنى من ذلك المادة 29، الفقرة 4، البند الفرعي 9 من الدستور الأيرلندي:
لن تعتمد الدولة القرار المتخذ من قبل المجلس الأوروبي في إنشاء دفاع مشترك طبقًا للمادة 42 من معاهدة الاتحاد الأوروبي في حالة شمول الدولة في ذلك الدفاع المشترك.
أضيفت هذه المادة من خلال التعديل الدستوري في عام 2002 والذي سمح لأيرلندا بالمصادقة على معاهدة نيس، وحُدّثت بواسطة التعديل الدستوري في عام 2009 والذي سمح لهم بإقرار معاهدة لشبونة. رُفض مشروع قانون سابق لإقرار معاهدة نيس في الاستفتاء الأول لنيس في عام 2001، وذلك بسبب عدم احتوائه على خيار عدم المساهمة في الدفاع المشترك. 
لم يُلزم قانون الدفاع لعام 1954، والذي يُعد القانون الأساسي المُنظّم لعمل قوات الدفاع الأيرلندية، منتسبي الجيش الأيرلندي بالخدمة في جيوش خارج الدولة (لم يكن الأمر مقتصرًا على منتسبي القوة الجوية وسلاح البحرية). هدَفَ التعديل الدستوري لعام 1960 إلى السماح للقوات الأيرلندية بالمشاركة في قوات حفظ السلام، والذي احتاج إلى ثلاثة صيغ من التراخيص التي عُرفت باسم «القفل الثلاثي» منذ تسعينيات القرن العشرين:
1. قرار من مجلس الأمن التابع للأمم المتحدة أو قرار من الجمعية العامة للأمم المتحدة قرار رسمي من قبل الحكومة الأيرلندية.
2. موافقة عن طريق قرار من الدويل أيرن (المجلس الأدنى للبرلمان الأيرلندي، والذي تكون الحكومة مسؤولة أمامه)
3. عُدلت هذه الأحكام في عام 1993 من أجل السماح بمهام متعلقة بالفصل السابع من ميثاق الأمم المتحدة وعُدلت مرة أخرى في 2006 للسماح بمهام ذات تنظيمٍ إقليمي وتابعة للأمم المتحدة.[18][19]

## التاريخ

### قبل الاستقلال

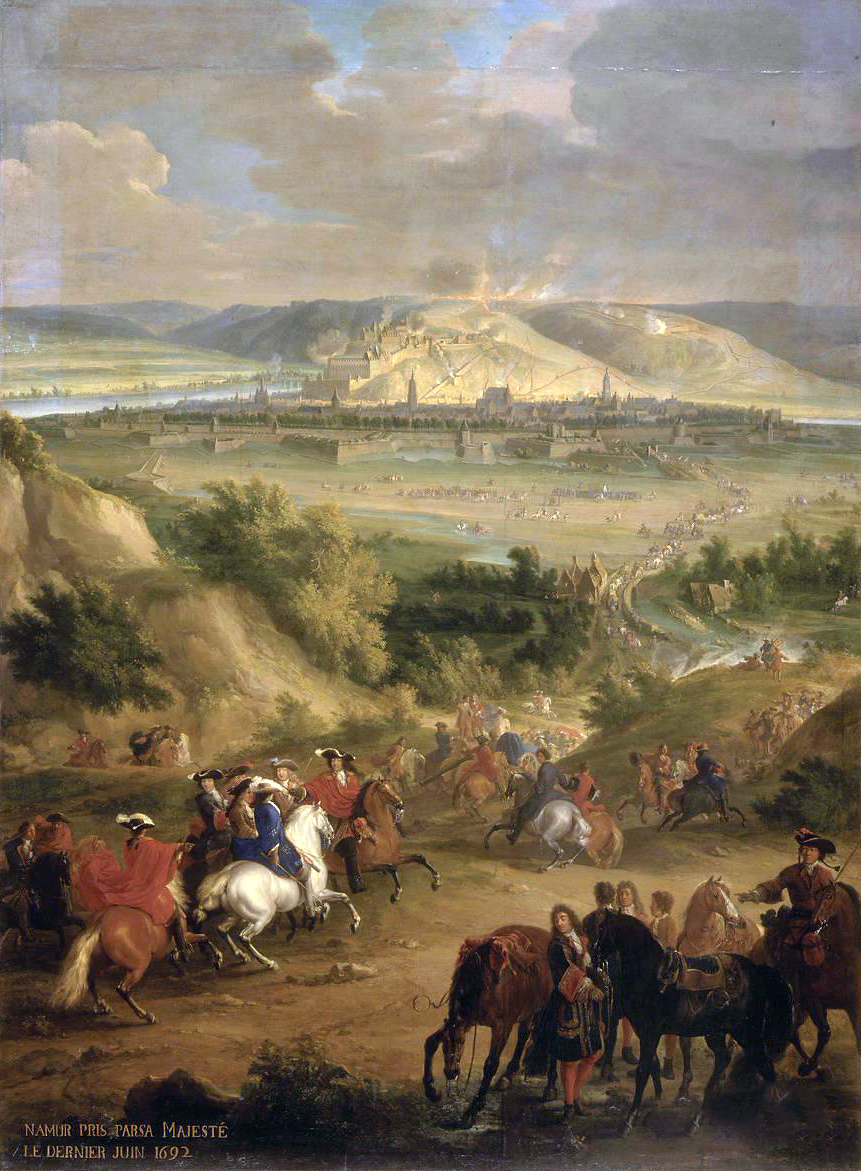
حرب التسع سنوات

قبل إنشاء الدولة الأيرلندية الحرة، كانت جزيرة أيرلندا بأكملها جزءً من المملكة المتحدة لبريطانيا العظمى وأيرلندا من 1801 إلى 1922. قبل عام 1801، كانت مملكة أيرلندا منفصلة عن مملكة بريطانيا العظمى (عُرفت باسم المملكة الإنجليزية قبل عام 1707) لكنها خاضعة لها في الوقت ذاته. دعم الاتحاديون الأيرلنديون فكرة إدامة التعاون السياسي مع بريطانيا، في حين انقسم الأيرلنديون القوميون بين أولئك الذين أرادوا البقاء على بعض الروابط المستمرة مع بريطانيا وبين «القوميين المتقدمين»، غالبيتهم من الجمهوريين، الذين أرادوا استقلالًا تامًا عن بريطانيا. تصور دعاة الانفصال اتسام أيرلندا المستقلة بطابع محايد، لكنهم كانوا مستعدين للتحالف مع أعداء بريطانيا من أجل ضمان هذا الاستقلال، يُعكس هذا من خلال القول المأثور «مأزق إنجلترا هو فرصة أيرلندا».

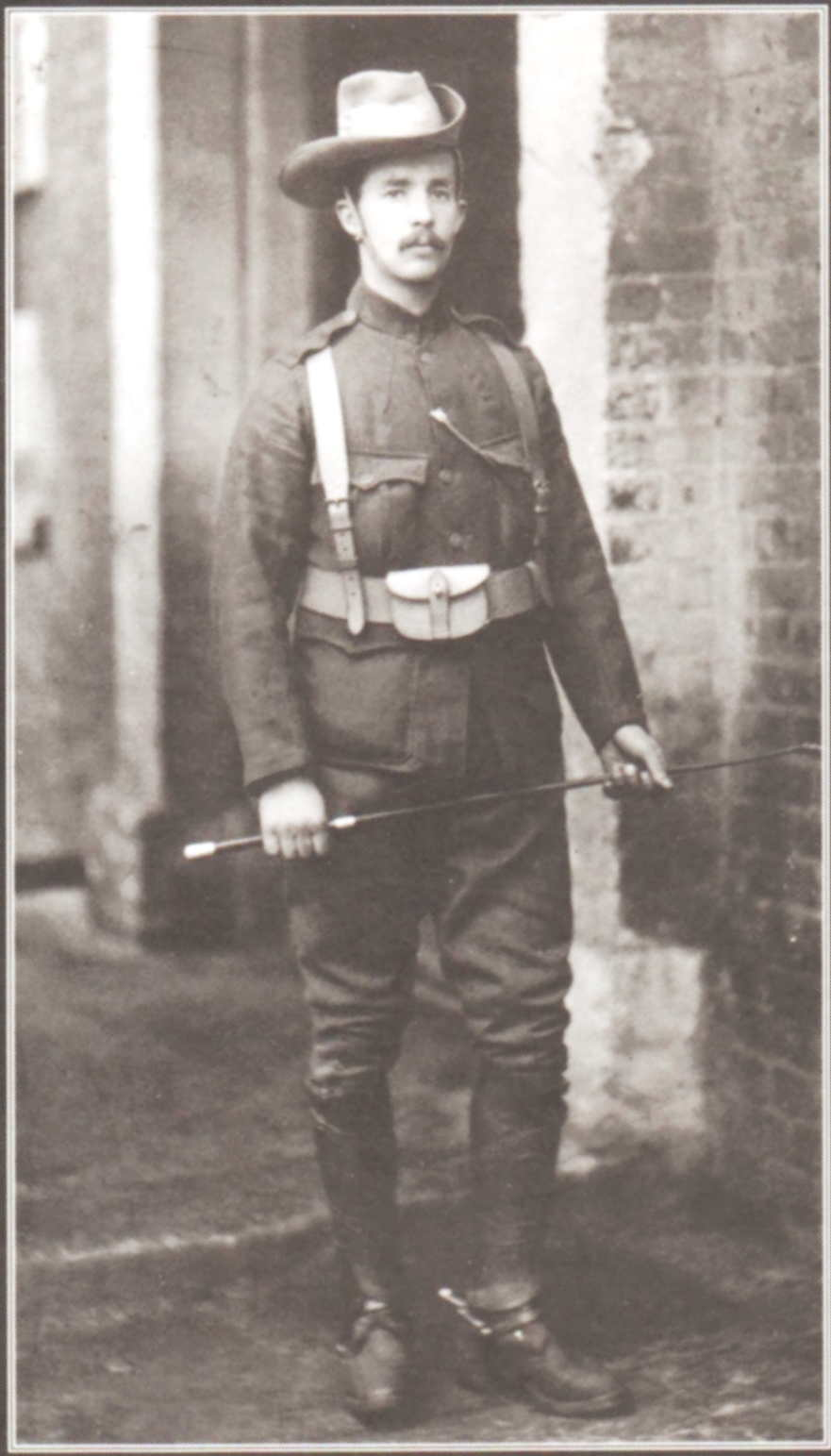
أرسكين تشايلدرز

تحالف القادة الأيرلنديون مع إسبانيا في حرب التسع سنوات (1594-1603). ادعى كُتيب «الحرب الإسبانية» المؤلف من قبل القائد الثوري وولف تون في 1790 أن أيرلندا لم تكن ملزمة بدعم بريطانيا في حالة افتعال حرب مع الإسبانيين كنتيجة لأزمة نوتكا. طلب تون لاحقًا العون من فرنسا خلال الثورة الأيرلندية في عام 1798. مع اندلاع الحرب العالمية الأولى، كان جيمس كونولي رئيسًا لعصبة الحياد الأيرلندي وحوكم على إثر رفعه للافتة تقول «لا نخدم الملك ولا القيصر بل نخدم أيرلندا». طلب كونولي وبعض القادة الآخرين لثورة عام 1916 العون من ألمانيا، وتغاضى بعض منهم عن تنصيب أمير ألماني كملك لأيرلندا المستقلة.
خلال مفاوضات عام 1921 التي قادت إلى توقيع المعاهدة الإنجليزية الأيرلندية، تصور أرسكين تشايلدرز نشوء جمهورية أيرلندية ذات طابع محايد ومكفول من قبل القانون الدولي على غرار النموذج البلجيكي والسويسري. مع ذلك، فقد كانت الدولة المشكلة تحت هذه المعاهدة الموقعة هي أحد دول الدومينيون التابعة للكومنولث البريطاني، مع تحمل المملكة المتحدة لمسؤولية الدفاع البحري الأيرلندي بالإضافة إلى احتفاظها بثلاث قواعد بحرية، وذلك حسب «معاهدة الموانئ».

### ثلاثينيات القرن العشرين
في تشريع وستمنستر لعام 1931، تخلت المملكة المتحدة عن حقها في التشريع لصالح الدولة الأيرلندية الحرة.
شهدت اتفاقية التجارة الإنجليزية الأيرلندية لعام 1938 تسليم معاهدة الموانئ إلى الدولة الأيرلندية الحرة.

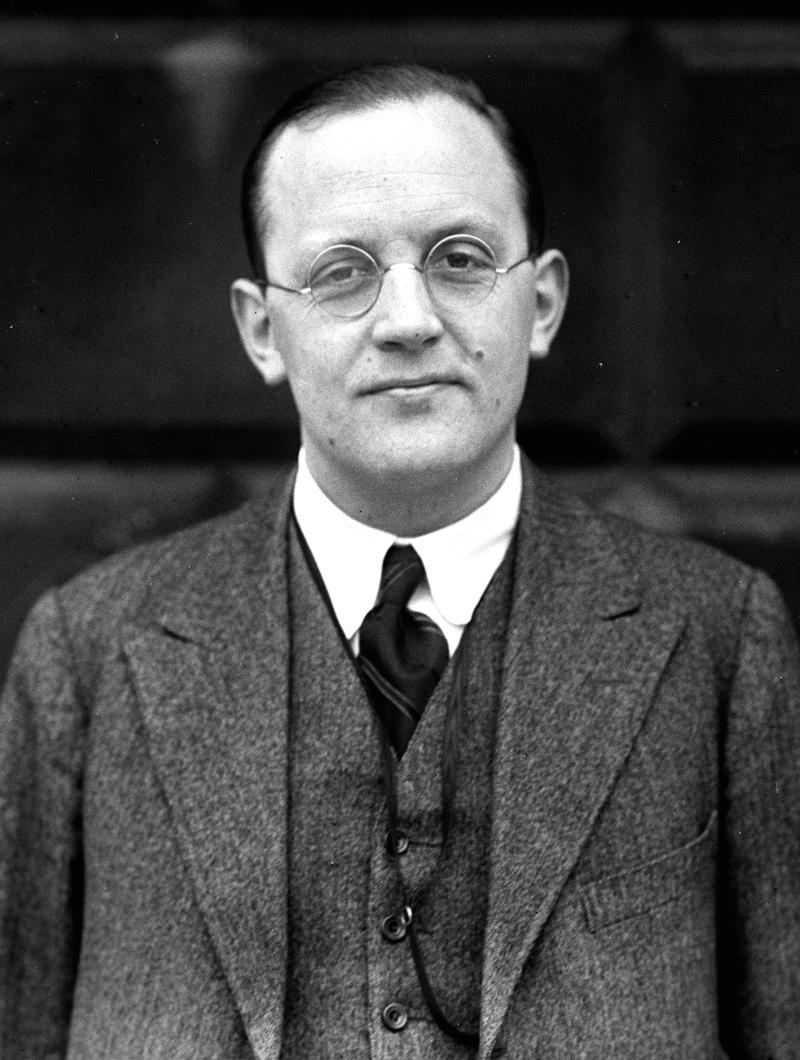

انضمت الدولة الحرة إلى اللجنة الدولية لعدم التدخل في الحرب الأهلية الإسبانية. جرّم قانون عدم التدخل في الحرب الأهلية الإسبانية الصادر في عام 1937 السفر من أيرلندا إلى إسبانيا والقتال لمصلحة أحد الطرفين. انطبق هذا على كل من المواطنين الأيرلنديين وعلى مواطني الدول الأخرى المشتركة في تلك اللجنة. 
على الرغم من هذا، فقد كان هناك مساهمة أيرلندية في الحرب الأهلية الإسبانية من قبل بعض الأفراد والجماعات السرية. قيّد قانون النقل البحري التجاري خلال الحرب الأهلية الإسبانية لعام 1937 من وصول السفن التجارية الأيرلندية إلى إسبانيا حتى يوم 27 أبريل 1939.

### الحرب العالمية الثانية
التزمت أيرلندا الحياد خلال الحرب العالمية الثانية. ضمِن حزب فيانا فايل مكانًا في الحكومة مسبقًا عن طريق التاوسيتش إيمون دي فاليرا وتلقوا دعمًا واسعًا. كان جيمس ديلون العضو الوحيد من دويل أيرن الذي عارض هذا الموقف الحيادي، معلنًا استقالته من فاين جايل في عام 1942 وطالبًا من أيرلندا مساعدة الحلفاء (لكنه ليس من الضروري شن حرب ضد دول المحور). 
مع ذلك، فقد حارب عشرات الآلاف من المواطنين الأيرلنديين، الذين يعتبرون كرعايا بريطانين قانونيًا، في صف الجيوش المتحالفة ضد النازيين، وبالخصوص في الجيش البريطاني. فضّل السيناتوران جون كين وفران مكديروموت مساندة الحلفاء في هذه الحرب.